# Vlaams front
Het Vlaams front is een benaming voor het ad-hocsamenwerkingsverband van nagenoeg alle in het Vlaams Parlement, het Brussels Parlement en Federaal Parlement vertegenwoordigde partijen, dat gevormd wordt wanneer er communautaire kwesties ter sprake komen, waarbij het algemeen belang van Vlaanderen (op zich of in Belgisch verband) in het geding is. Doel is het vormen van één Vlaamsgezind stemmenblok om te voorkomen dat het Franstalige partijen gelukt Vlamingen te verdelen en aldus de Vlaamse stemmenmeerderheid op federaal vlak te doorbreken.
Omwille van het verdedigen van Vlaanderen in taalkundige en culturele zin, maar ook om economische en sociale redenen, hecht men eraan in uitzonderlijke gevallen de schutskring te doorbreken, zonder evenwel aan het Vlaams Belang het initiatief te verlenen.
Vanwege de dreiging met een communautaire alarmbelprocedure door Franstalige politici is de vorming van één Vlaams Front nooit afdoende geweest om Vlaamse voorstellen voor verdere staatshervormingen an sich met een parlementaire stemmenmeerderheid aangenomen te krijgen. Gevolg is dat de aan de federale regering deelnemende Vlaamse partijen tòch moeten onderhandelen; dat gebeurt vervolgens achter gesloten deuren in een Communautair Forum. Het gevolg daarvan is weer dat de Vlaamse partijen die in de oppositie zitten, of geen deel uitmaken van de federale regering, zich buitengesloten voelen, waarop het Vlaams front - als het al van de grond komt, denk aan het cordon sanitaire - al snel barsten vertoont.
In Vlaams-nationale kring wordt daarom cynisch gereageerd als er wordt gevraagd aan frontvorming binnen de Vlaamse Beweging te doen.